# Parakanchia irregularis
Parakanchia irregularis är en fjärilsart som beskrevs av George Thomas Bethune-Baker 1904. Parakanchia irregularis ingår i släktet Parakanchia och familjen tofsspinnare. Inga underarter finns listade i Catalogue of Life.